# Бергер, Альвин
Альвин Бергер (нем. Alwin Berger; 9 ноября 1871, Мёшлиц, Шлайц — 21 апреля 1931, Штутгарт) — немецкий садовник и ботаник, известный своими работами по систематике суккулентных растений кактусов и агав. Автор многих книг о суккулентах, в том числе первой книги об агавах «Die Agaven».

## Краткая биография
В период с 1897 по 1914 годы Бергер был главой ботанического сада Giardini botanici Hanbury в окрестностях итальянского города Вентимилья в Лигурии.

## Вклад в систематику растений

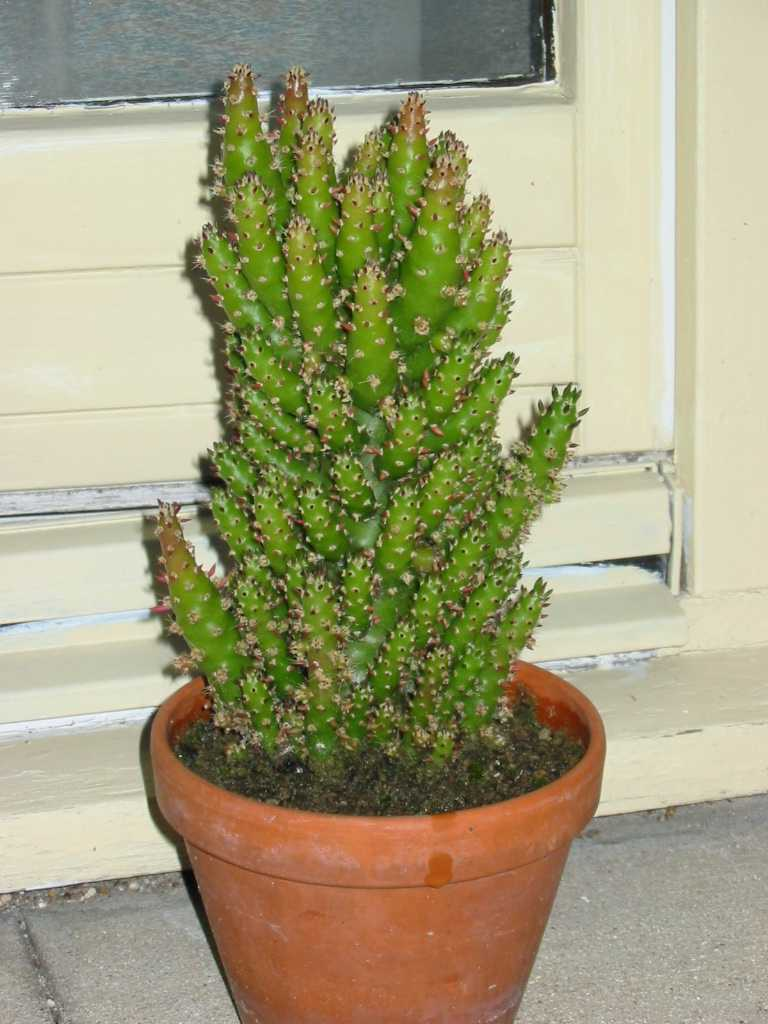

Бергером было описано около 40 родов растений из трёх семейств Алоевые (Aloaceae), Кактусовые (Cactaceae), Толстянковые (Crassulaceae) и большое количество видов.
Примеры некоторых таксонов, введённых Бергером:
- Austrocilindropuntia exaltata  (A.Berger) Backeb.[3] [syn.  Pereskia subulata Muehlenpf.]
- Brasiliopuntia (K.Schum.) A.Berger
  - Brasiliopuntia brasiliense (Willd.) A.Bergertypus

## Научные работы
- Die Agaven. Gustav Fischer Verlag, Jena 1915 (mit 70 Abbildungen und 2 Karten)

## Признание
Два рода растений Bergerocactus и Bergeranthus названы в его честь.